# Crescens (Wagenlenker)
Crescens war ein römischer Wagenlenker aus der Zirkusmannschaft der „Blauen“.
Er ist bekannt von einer Inschrift auf einem Stein, der zu seinen Ehren in Rom aufgestellt worden war und in der Nähe des Stadions des Domitian, an der heutigen Piazza Navona, gefunden und 1878 erstmals publiziert wurde. Heute ist er in den Kapitolinischen Museen ausgestellt. Zunächst ging die Forschung davon aus, dass es sich um eine zu Lebzeiten des Wagenlenkers aufgestellte klassische Ehreninschrift handelte. Dies legt vor allem die Tatsache nahe, dass die Inschrift direkt bei einem Stadion für Wagenrennen, also an der vermutlichen Wirkungsstätte des Crescens, aufgefunden wurde. Mittlerweile gilt jedoch als wahrscheinlich, dass es sich um eine Grabinschrift handelte. Dafür spricht, dass sein Alter mit 22 Jahren angegeben wurde.
Der Inschrift zufolge war Crescens Maure. Da er in dem Text nur mit einem einzelnen Namen und nicht der dreiteiligen Namensform der römischen Bürger genannt wurde, dürfte es sich um einen Sklaven gehandelt haben. Sein erster Sieg mit dem Viergespann wurde in der Inschrift auf den 8. November 115 datiert, als er bei der Gedenkfeier am Geburtstag des vergöttlichten Kaisers Nerva das 24. (und damit wohl letzte) Wagenrennen des Tages gewann. Bis zum 1. August 124, der Gedenkfeier am Geburtstag des ebenfalls vergöttlichten Kaisers Claudius, nahm Crescens an 686 Wagenrennen teil. Aus der Altersangabe am Anfang der Inschrift lässt sich zurückrechnen, dass er bei seinem ersten Rennen im November 115 13 Jahre alt war. Sein junges Sterbealter könnte darauf hindeuten, dass er keines natürlichen Todes gestorben, also möglicherweise bei einem Wettkampf ums Leben gekommen war.
Wie bei solchen Inschriften zu Ehren von Wagenlenkern üblich, folgen noch weitere Statistiken zu den Erfolgen des betreffenden Sportlers: So habe er 47 Siege errungen, davon 19 im Einzelrennen, 23 im Zweierrennen und fünf im Dreierrennen. Damit ist die Zahl der Gespanne gemeint, die jede Zirkuspartei im betreffenden Rennen an den Start schickte. Außerdem werden die Siege nach ihrem sportlichen Verlauf unterschieden: Crescens habe von seinen Siegen einen „vorausgeschickt“, acht „besetzt“ und 38 „entrissen“ („praemis{s}(it) I occup(avit) VIII eripuit XXXVIII“). In einem Fall hatte er seinen Gegnern also zunächst einen Vorsprung gelassen (sie „vorausgeschickt“) und dann doch noch den Sieg erlangt; in acht Fällen dagegen lag er das gesamte Rennen über in Führung. In den restlichen 38 Siegen gelang es Crescens erst gegen Ende des Rennens, die anderen Gespanne zu überholen und ihnen damit den Sieg zu „entreißen“. Zu diesen 47 Siegen kamen noch 130 Veranstaltungen, bei denen er den zweiten Platz belegte, und 111 Rennen, die er als Dritter beendete. Zum Abschluss der Inschrift wurde das gesamte Preisgeld, das er im Lauf seiner Karriere erworben hatte, mit 1.558.346 Sesterzen beziffert.

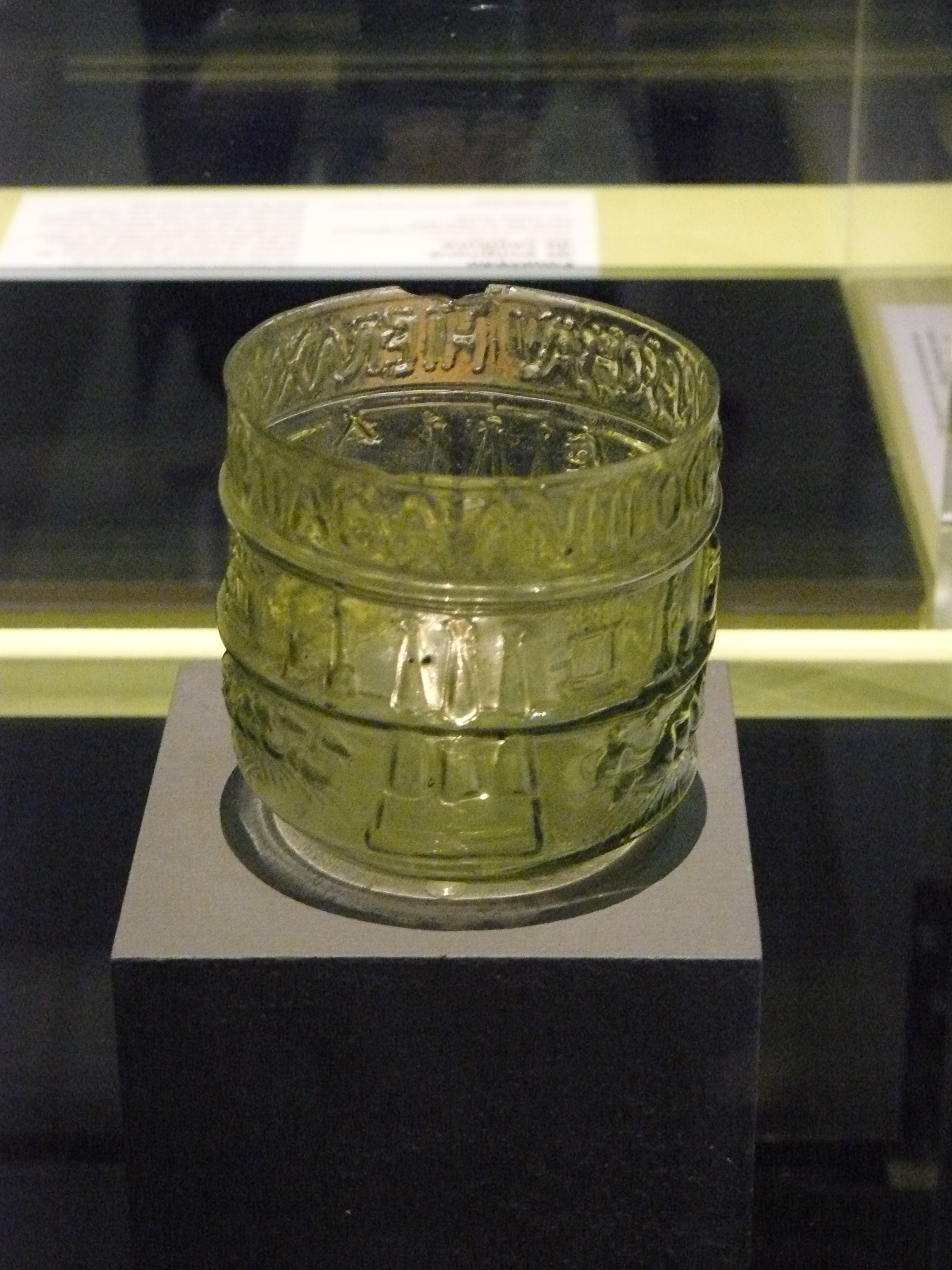
Zirkusbecher aus Camulodunum (heute Colchester) mit der Inschrift „Hierax va(le) Olymp{a}e va(le) Antiloce va(le) Cresce(n)s va(le)“

Auf den sogenannten Zirkusbechern, Glasgefäßen mit der Darstellung von Wagenrennen, die im 1. Jahrhundert n. Chr. im Nordwesten des römischen Reiches verbreitet waren, wurde in sieben Fällen ein Wagenlenker namens Crescens genannt. Da aber weder die Datierung noch die räumliche Verbreitung der Becher völlig zu dem aus Rom bekannten Crescens passt, ist unsicher, ob sich die Glasinschriften auf diesen beziehen.